# Спільне споживання

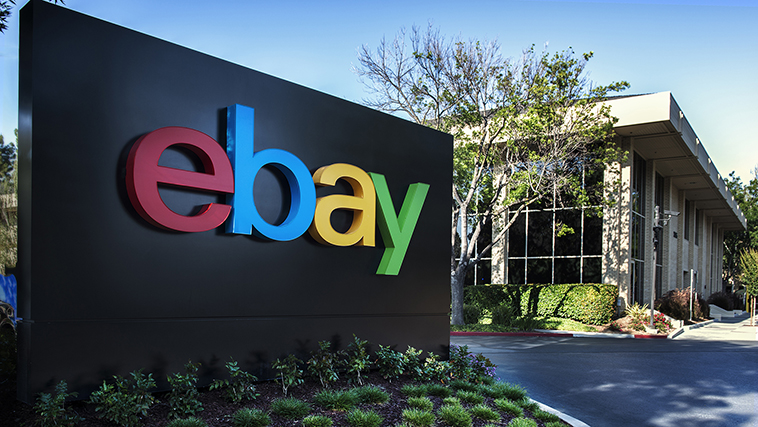
eBay Inc

Термін сумісне споживання (англ. collaborative consumption, також шерінг — англ. sharing) використовується для опису економічної моделі, заснованої на колективному використанні товарів і послуг, бартері та оренді замість володіння. Спільне споживання ґрунтується на ідеї, що зручніше платити за тимчасовий доступ до продукту, ніж володіти цим продуктом.
Торгові майданчики, засновані на моделі спільного споживання, дозволяють обмінюватись навичками, речами, послугами та грошима. Від великих торгових майданчиків, таких як eBay і Craigslist, до менш поширеного, таким як системи для обміну подорожами, обміну речами, фудшерінг і каршерінг — мережі, спільне споживання переосмислює не тільки те, що люди купують, але і те, як вони це отримують.
Спільне споживання тісно пов'язане з розвитком сучасної однорангової економіки, в рамках якої виникають горизонтальні мережі виробництва та обміну економічних продуктів, а учасники економічної діяльності взаємодіють один з одним без посередників. Спільне споживання дозволяє максимізувати ефективність використання ресурсів та є формою суспільної кооперації.

## Походження
Концепція спільного споживання була створена Рейчел Ботсман та Ру Роджерс, співавторами книги «What's Mine Is Yours: The Rise of Collaborative Consumption». У червні 2010 року ТВ-програма Big Ideas показала виступ Ботсман на конференції TED 2010 року, яка розповідає про нову соціоекономічну модель, яка має революціонувати наше споживання товарів та послуг. У тому ж році журнал TIME назвав спільне споживання однієї з десяти ідей, які змінять світ.

## Концепція
Концепція вторинного використання та загального використання не нова. Десятиліттями багато громадських та приватних організацій використовували варіант спільного використання: бібліотеки, секонд-хенд-магазини, каршеринг, велошеринг. Останнім часом набула розвитку ідея оренди товарів в інших людей (а не тільки організацій), особливо у тих, хто проживає по сусідству. Замість оренди в організацій з'являються майданчики для обміну безпосередньо між людьми.
Завдяки моделі спільного споживання виникає можливість суттєвого збільшення коефіцієнта корисного використання речей. Наприклад, у численних каршерингових та карпулінгових проєктах між власниками/перевізниками та орендарями/пасажирами автотранспорту виникають прямі економічні відносини щодо персонального (поїздки) або комерційного (перевезення вантажів) використання автомобілів. Ці відносини дозволяють досягти суттєвого економічного ефекту: зменшується час простою та підвищується загальна корисність служби автомобілів. В результаті розвивається оптимізація використання технічних засобів пересування та «колективізація» мобільності. Практика спільного споживання у багатьох випадках виявляється ефективнішою формою економічної організації, ніж індивідуальне володіння та використання речей.

## Ринок перерозподілу
Система спільного споживання заснована на товарах, що були у вжитку, які передаються (тимчасово або назавжди) від однієї людини, якій вони більше не потрібні, до іншої, якій вони потрібні.

## Сектори економіки
Ідея спільного споживання набуває розвитку у багатьох секторах економіки. Наприклад, транспорт (машини — каршеринг, велосипеди), одяг, харчування, житло, аксесуари для дому, гроші (система соціального кредиту, соціальний кредит, віртуальні валюти, банки часу), подорожі, приміщення (зберігання, паркінг). На майданчиках обміну речами в оренду здають навіть тварин, букети квітів та тести на вагітність.

## Критика
Бізнес, заснований на моделі спільного споживання, критикують за ігнорування протиріч між самодостатніми малими транзакціями та транснаціональними корпораціями, які ними управляють, порушення трудових прав, обхід державного регулювання та ухилення від податків.